# Phelipanche olbiensis
Phelipanche olbiensis är en snyltrotsväxtart som först beskrevs av Ernest Saint-Charles Cosson, och fick sitt nu gällande namn av Helmut Carlón, G.Gómez, M.Laínz, Moreno Mor.ó.Sánchez och S. Phelipanche olbiensis ingår i släktet Phelipanche och familjen snyltrotsväxter. Inga underarter finns listade i Catalogue of Life.